# Санта Марија А Вико (Салерно)
Санта Марија А Вико је насеље у Италији у округу Салерно, региону Кампанија.
Према процени из 2011. у насељу је живело 430 становника. Насеље се налази на надморској висини од 123 м.